# المخزن (المغرب)

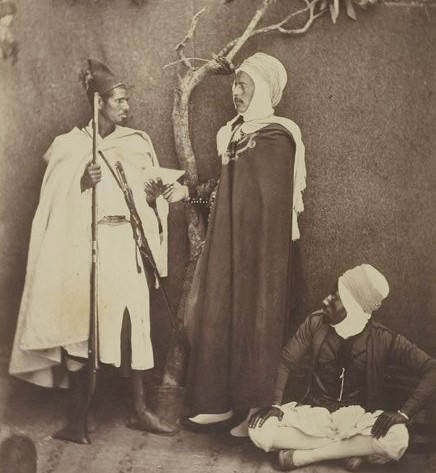
الشاوش من المكتب العربي بتلمسان (الجزائر)، يتلقى رسالة من يدي المخزن من قائد وجدة (المغرب).

المخزن هو مصطلح له دلالة خاصة في اللهجة الدارجة المغربية، ويُصطلح به النخبة الحاكمة في المغرب التي تمحورت حول الملك أو السلطان سابقا.ويتألف المخزن من النظام الملكي والأعيان وملاك الأراضي، وزعماء القبائل وشيوخها وكبار العسكريين، ومدراء الأمن ورؤسائه، وغيرهم من أعضاء المؤسسة التنفيذية.
استُعمل مصطلح المخزن كتعريف لحكومة السلطان في المغرب منذ عهد السعديين بداية القرن 16 إلى عهد الاستعمار. وكان المسؤولون في البلاط الملكي جزءا من المخزن كما الموالين للقصر كالأعيان وزعماء القبائل، وهكذا استفادوا من المكافأة مع امتيازات وإكراميات.
وسُميت المناطق الخاضعة لسلطة السلطان المغربي ب («بلاد المخزن») وعكس ذلك، أي ما هو خارج تلك المناطق، التي كانت تسيطر عليها قبائل أمازيغية وعربية متمردة كان يسمى «بلاد السيبة». كانت بعض من تلك المناطق الأخيرة تخرج من سيطرة السلطان. وسيطر الصراع على السلطة بين المنطقتين على مرور تاريخ العصور الوسطى في المغرب.
منذ استعادة الاستقلال وبناء الدولة المغربية بمؤسسات حديثة (العدالة، القوات المساعدة، الأمن الوطني، القوات المسلحة الملكية، الدرك الملكي، الوقاية المدنية، إلخ)، لم تعد المؤسسة التقليدية للمخزن موجودة من الناحية النظرية
يُلقب مسؤولو الدولة أحيانًا بالمخزني. يستخدم هذا المصطلح (المخازنية) حاليًا لتعيين أعضاء القوات المساعدة، وهي مجموعات شبه عسكرية متعددة المهام تحت وصاية وزارة الداخلية.

## المُصطلح
كلمة «المخزن» تعنى حرفيا «المستودع» ولكن طالما استخدمت في المملكة المغربية لتشير إلى النخبة الحاكمة. ومن المرجح ان المعنى المجازي للمصطلح متصل بالضرائب، والتي كانت تُجمع وتُكدس في مخازن السلطان؛ هذه العبارة قد تشير أيضا إلى الدولة.
دخل مصطلح المخزن في اللغتين الفرنسية والإيطالية بالكلمتين ماغازين (magasin) وماغاتسينو (magazzino) على التوالي. ودخل المصطلح اللغة إنجليزية من الفرنسية الوسيطة في صيغة (magazine)، وكان يُشار به في البداية إلى مستودعات للذخيرة، إلا أنه تحول لاحقا ليدُل على معنى مجلة. ولا زالت تحتفظ اللغة الإسبانية بلفض Almacén الذي يشير لنفس المعنى العربي.

## تاريخ
كان الطابع القبلي مسيطرا على جهاز السلطة المرابطي ثم الموحدي مما جعله يظهر كأداة “قمعية” تمتلكها قبيلة لقمع القبائل الأخرى قصد استخلاص الضرائب والتمتع بملذات السلطة. بمجرد اندحار الأسرة الحاكمة تختفي معها كل المكونات البشرية التي كانت تشكل جهازها السلطوي، حيث تتعرض للتصفية إما بحكم انتمائها القبلي أو تحالفها مع الأسرة الحاكمة.
لكن بصعود المرينيين إلى السلطة، عرف المخزن تحولا كبيرا في تكوينه وتسييره نتيجة عدة عوامل. نجد «مدرسة دار المخزن» بفاس قد أطلق عليها هذا الاسم لتموقعها بالقرب من قصور السلطان وحاشيته. وانتشر مصطلح المخزن في عهد السلطان أحمد المنصور الذهبي عندما استحدث لأول مرة في تاريخ المغرب، مخازن لتحصيل الزكاة عن الحبوب، واضعا عليها حرسا بلباس موحد. فأطلق العامة على هؤلاء اسم «المخازنية» (أي رجال المخازن) وكانت مهمتهم حراسة تلك المخازن فضلا عن تحصيل الزكاة وتوزيع الحبوب على الفقراء والمحتاجين... وبعدما اعتمد السلطان أحمد المنصور الذهبي زيا موحدا للحرس السلطاني كذلك، شاع استعمال مصطلح «المخزن» و«المخازنية» بين العامة، للإشارة إلى كل من وما يمثل الدولة والنظام والأمن. وسميت البلاد الخاضعة إلى حكم السلطان التي يعمها الأمن والأمان ب «بلاد المخزن»، في المقابل شاع استعمال مصطلح «بلاد السيبة» (من التسيب) للدلالة على البلاد الغير خاضعة للسلطان وتعم فيها الفوضى والتسيب والنهب والسلب. حافظ مصطلح «المخزن» على معناه الإيجابي منذ عهد السعديون إلى أن وقع المغرب تحت الاستعمار.
إبان الحرب الباردة بين المعسكرين الشرقي والغربي، عاد مصطلح «المخزن» للتداول بقوة بين المغاربة من جديد عندما تم توظيفه بشكل غير مسبوق بمعاني قدحية وسلبية في الخطابات المناوئة للنظام الملكي في المغرب، خصوصا في تلك ذات التوجهات الشيوعية في محاولة منها لربط الجذور التاريخية التي يستمد منها النظام الملكي شرعيته بالرجعية والتخلف البائد والقمع.

### الاستخدام حاليا
في الوقت الراهن المميز بثورة المعلوميات ووسائل التواصل الحديثة وانشار المعلومة في عصر العولمة، لم يعد مصطلح «المخزن» يؤدي وظيفته التواصلية بشكل دقيق، ولم يعد «المخزن» يرمز إلى ذلك الكائن الأسطوري العجائبي الذي لا يعرف الناس ماهيته تحديدا كما في السابق. فاليوم كل رؤساء ومدراء مؤسسات الدولة المغربية، وكل صناع قراراتها سوآءا السياسية أو الاقتصادية أو العسكرية وما إلى ذلك وكل من يسير في فلكهم سواء علنا أو من وراء الكواليس، جميعهم معروفة أسمائهم وسيرهم الذاتية والعلاقات المتشابكة والمصالح التي تربطهم. لذلك استعمال مصطلح «المخزن» في الوقت الراهن غالبا ما يتم فقط في الخطابات الشعبوية التي لاتزال تنهل من أدبيات تعود إلى زمن الحرب الباردة، أحيانا بسبب الجهل لمن يجب توجيه تهم الفساد بشكل دقيق، فتختار إلقاء اللوم على المخزن ككائن غرائبي تاركة للمتلقي أن يفسره كما يشاء. وأحيانا أخرى بداعي التهرب من تسمية الاشياء بمسمياتها تجنبا لمواجهة مباشرة مع المتهمين بالفساد وخوفا من التبعات القانونية والقضائية التي يمكن أن تترتب عن تهم قد لا يكون لها أية وثائق أو أدلة قانونية تستند إليها. لهذه الأسباب بدأ استخدام هذا المصطلح بين العامة يتراجع باستمرار، إذ أصبح يُستخدم عادة لوصف الأجهزة الأمنية فقط مثل القوات المساعدة عموما.

## المخزن في المخيلة الشعبية
غالبا ما يحمل مصطلح المخزن دلالة فيها غضاضة، لأنه يرتبط بأسلوب الإدارة العتيقة المُحكم الذي يقاوم الحريات الواسعة. بينما ملامح المخزن غامضة، حيث أن الحكومة نفسها لا تعدّ جزءا منه. يختار المخزن أعضاءه أساسا على طريقة المحسوبية من خلال استخدام شبكاته الخاصة.
ورغم أنه يُعتبر عتيقا ورجعيا، فإن الكثيرين يعتقدون أن المخزن هو أيضا عامل استقرار في المغرب لأن جذوره عميقة ترتبط بثقافة المجتمع المغربي. كما يعدّ بمثابة متطور جدا في توزيع كل من الثروة والسلطة باستخدام المحسوبية قصد ربط المجتمع المغربي بالعرش. واستطاع أيضا استمالة كثير من معارضيه وهذا ما أدى غالبا إلى التشكيك به.
وتتمثل طريقته في الحكم، في توزيع الأموال والأراضي والسيارات الفاخرة والامتيازات والتراخيص في مجالات اقتصادية مُحكمة مثل حفر واستخراج الرمال أو تصاريح الصيد والنقل، من أجل شراء الولاء والتبعية من أعضائه أو لاكتساب أعضاء جُدد؛ وقد اتُهم المخزن بأنه المسؤول عن تفشي الفساد في المغرب. [بحاجة لمصدر]
مع استمرار العملية الديمقراطية الجارية في المغرب، فقد تخلى المخزن عن العديد من الامتيازات التي كان يتمتع بها، حتى لا يكون حاجزا أمام الديمقراطية. [بحاجة لمصدر] والمعضلة بالنسبة للمغرب تكمُن في تطوره السريع في مسلسل الديموقراطية من جهة وتماطل حاشية المخزن في مرونة الحريات العامة بذريعة ما يعتبر عاملا هاما للاستقرار وأحد أعمدة النظام الملكي. كما أن المخزن مسؤول على ما يسمى سنوات الرصاص، وبالتالي يتعالى النقد ضد هيئة الإنصاف والمصالحة.